# Nexus 6
De Nexus 6 is de zesde smartphone van de Amerikaanse zoekgigant Google. Het is het eerste Nexus-toestel van Motorola.

## Software
De Nexus 6 is uitgerust met Googles eigen besturingssysteem, Android 5.0 "Lollipop", de nieuwste versie van Android. De Nexusreeks staat bekend om de zo zuiver mogelijke Android-ervaring. Ze gebruiken namelijk de standaard interface van Android. Het voordeel hiervan is, dat updates snel kunnen worden uitgerold en dus sneller bij de gebruiker terechtkomen.

## Hardware
De Nexus 6 heeft een QHD aanraakscherm van 6 inch met een resolutie van 1440 bij 2560 pixels. Verder is er een 13MP-cameralens aan de achterkant aanwezig, en een 8MP-camera aan de voorkant. De Nexus 5 is uitgerust met de Qualcomm Snapdragon 805 SoC, gekoppeld met een Adreno 420 GPU.
De eigenschappen van de Nexus 6 waren al lang bekend voor de officiële aankondiging door Google. De Nexus 6 was onder andere voor de release al te zien in een filmpje van Google.